# Wang Rong
Wang Rong (em chinês: 張之博, Jiangsu, 18 de abril de 1984) é uma jogadora chinesa de badminton, ela começou representando Macau em 2008.

## Carreira
Em 2000, ela conquistou a medalha de prata no Campeonato Mundial Junior de Badminton na modalidade simples feminino. Em 2001, tornou-se a vice-campeã do Campeonato Nacional de Badminton da China na modalidade simples feminino. Em 2002, tornou-se vice-campeã do Aberto da França na modalidade simples feminino. Em 2004, ela se sagrou campeã do Campeonato Nacional de Badminton da China. Em 2009, foi derrotada na final do Aberto da Tailândia pela compatriota Liu Jian.
Em 2010, qualificou-se para representar Macau nos Jogos Asiáticos. No entanto, de acordo com as regras de concorrência, os jogadores devem se apresentar após três anos da última vez que competiram com seu país de origem antes de poderem representar outro país, assim sua qualificação foi cancelada, outrora a equipe de Macau também decidiu se retirar da competição. No torneio Bitburger Open na Alemanha, ela se tornou vice-campeã do torneio simples feminino, sendo derrotada pela chinesa Liu Xin (parciais de 21-16 e 21-10). Ela também ganhou o torneio Internacional de Osaka ao derrotar Kaori Imabeppu do Japão na final com duração mais longa do dia em Osaka.
Em 2011, começou a jogar no evento de duplas femininas com Wang Rong, elas competiram no Open de Badminton de Macau e chegaram ao segundo turno. Em 2012, conquistou o Bitburger Open e se tornou semifinalista do torneio Korea Masters na modalidade de duplas femininas. No Bitburger Open Grand Prix Gold, conquistaram o título após derrotar as alemãs Johanna Goliszewski e Birgit Michels com parcais de 21-15 e 21–13.
Em 2013, ela se tornou semifinalista dos torneios Canadian Open e Chinese Taipei Open na modalidade de duplas femininas com sua parceira Wang Rong. No torneio canadense, elas foram derrotadas pelas neerlandesas Eefje Muskens e Selena Piek com parciais de 21-16 e 21-10. No torneio asiático, foram derrotadas pelas coreanas Lee So-hee e Shin Seung-chan com parciais de 21-13, 18-21, 21-16.